# متیو اوروین
متیو اوروین (انگلیسی: Matthew Urwin؛ زادهٔ ۲۸ نوامبر ۱۹۹۳) بازیکن فوتبال است.
از باشگاه‌هایی که در آن بازی کرده‌است می‌توان به باشگاه فوتبال فایلد اشاره کرد.